# Dolichotetranychus vandergooti
Dolichotetranychus vandergooti är en spindeldjursart som först beskrevs av Oudemans 1927.  Dolichotetranychus vandergooti ingår i släktet Dolichotetranychus och familjen Tenuipalpidae. Inga underarter finns listade i Catalogue of Life.